# Grandcopaise
La Grandcopaise est une barque chalutière de type cordier, construite en 1949 à Cherbourg.

Elle appartient, depuis son rachat en 1990 pour restauration, à l'Association des vieux gréements Torbouai du Bessin  et à la Commune de Grandcamp-Maisy dans le Calvados.
Son immatriculation est : C-5582 (Caen).
La coque de La Grandcopaise est inscrite à l'inventaire supplémentaire des monuments historiques depuis le 23 février 1993.

## Histoire
Cette barque chalutière, de près de 15 mètres de long, a été lancée en 1949 sous le nom de Les Deux Amis par le chantier naval cherbourgeois Barbanchon et Doucet, sur des plans de 1934. Ce bateau est typique des barques chalutières qui naviguaient depuis les côtes bas-normandes pour la pêche au large près des côtes sud de l'Angleterre, en baie de Torbay et aussi en baie de Seine. On en trouvait aussi à Port-en-Bessin et Trouville-sur-Mer. Il prend le nom de Franck-Yannick lorsqu'il arrive à Grandcamp-Maisy dans les années 1970.
Ce bateau fut armé pour la pêche jusqu'en 1988, puis vendu à un plaisancier. Après quelques travaux de refonte, il est abandonné dans le port de Grandcamp-Maisy où il coula. 
Au mois de juillet 1990, l'Association des Vieux Gréements du Torbouai du Bessin est créée, pour éviter la destruction annoncée de cette belle coque, témoignage quasi-unique de l'histoire maritime en Basse-Normandie.
Le bateau est racheté au franc symbolique par la commune et confié à l'association qui mènent les travaux de renflouement et de restauration jusqu'en 1993. À cette occasion, le bateau est rebaptisé la Grandcopaise, et sa coque est classée à l'inventaire supplémentaire des Monuments historiques. Le permis de navigation a été accordé en juin 1993 par les Affaires Maritimes du quartier de Caen. 
Il permet à tous les membres de l'association  de naviguer et de participer à son entretien dans une atmosphère conviviale. Les sorties se font au large de Grandcamp-Maisy, dans la baie des Veys, vers la pointe du Hoc, les plages d'Utah Beach, les îles Saint-Marcouf, Saint-Vaast-la-Hougue et l'île de Tatihou. Il participe aussi à de nombreuses manifestations régionales. 
Le 18 novembre 2023 l'association qui gère La Grandcopaise est dissoute. les actifs, bateau et trésorerie, sont cédés à l'association Deux-Amis. Cette association nouvelle est située à Port en Bessin-Huppain. Elle va continuer la refonte totale du bateau 
Il peut emmener jusqu'à 18 personnes en sortie à la marée, et seulement 12 en sortie avec nuitée. Il dispose de 12 couchettes.

## Autres caractéristiques
- Un seul mât (avec bout-dehors) : tirant d'air = 21,40 m.
- Sept voiles : grand voile 102 m2, petite trinquette 21 m2, foc 35 m2, trinquette 24 m2, espéditel 66 m2, riquiqui 18 m2 et voile de flèche 36 m2.